# Nerine appendiculata
Nerine appendiculata är en amaryllisväxtart som beskrevs av John Gilbert Baker. Nerine appendiculata ingår i släktet Nerine och familjen amaryllisväxter. Inga underarter finns listade i Catalogue of Life.